# Урош Крунић
Урош Крунић (Старо Село, код Петриње, 3. септембар 1914 — Загреб, 5. јул 1973) био је учесник Народноослободилачке борбе и народни херој Југославије.

## Биографија
Урош Крунић рођен је 3. септембра 1914. године у Старом Селу, код Петриње. Основну школу је завршио у свом селу, а шест разреда гимназије у Сиску. Како због тешких материјалних прилика није могао да настави даље школовање, отац Јован га шаље на богословију, а онда на Богословски факултет у Београду.
Урош се већ 1939. године укључује у револуционарни студентски покрет у Београду и учествује у неколико акција и студентских демонстрација на београдским улицама. Запажен је и у више штрајкова, тако да је 1940. године постао члан Савеза комунистичке омладине Југославије (СКОЈ).

### Народноослободилачка борба
После мартовских демонстрација у Београду долази у своје родно место, где се повезује с партијском организацијом. У априлу 1941. године постаје члан Комунистичке партије Југославије (КПЈ). По задатку партијске организације, Крунић ради на сакупљању оружја и обавља припреме за почетак устанка. Већ у децембру 1941. године изабран је за секретара Среског комитета Комунистичке партије Хрватске за Петрињу. Био је један од истакнутих организатора устанка на Банији. Као секретар Среског комитета учествује у стварању и организационом јачању првих партизанских јединица у том крају. У јулу 1941. године, заједно с Васиљем Гаћешом и Станком Бјелајцем, народним херојима, ради на организовању партизанских логора и народних збегова на Шамарици.
Кад је формиран Банијски партизански одред, Урош је постао заменик политичког комесара, а 8. јула 1942. године и политички комесар Прве бригаде, формиране у Хрватској. С овим јединицама учествовао је у многим борбама на Банији, Кордуну, Лици и Горском котару. Посебно се истакао у борби против усташа на Зрину, код Слуња, у Гацком пољу, код Језерана, Врховина и низа других места. Посебно огорчене борбе водио је против Седме СС дивизије „Принц Еуген“ на цести Слуњ-Бихаћ, код Липоваче, Изачића и Тржачке Раштеле, затим при прелазу Уне на Грмеч и у одбрани Рипачког кланца.
Као комесар Седме банијске бригаде, Урош је прошао кроз тешке борбе и искушења у Четвртој и Петој непријатељској офанзиви. Изузетну је храброст и сналажљивост испољио у бици за рањенике на стрмим падинама планине Радуше и Вранице, под самим Макљеном, у одбрани положаја на правцу Горњи Вакуф. И онда кад је бригада исцрпљена биткама била нападнута и од тифуса, Урош издржава тешке борбе код Јабланице при прелазу Неретве и друге бројне битке.
Повратком на Банију, води свакодневне борбе у Шестој непријатељској офанзиви на подручју Кордуна и Баније. Током прве половине 1944. године, јединице Седме дивизије ослободиле су готово целокупно подручје Баније и поновно биле способне за извршење крупнијих задатака ван Баније. У другој половини 1944. године, Урош је постао комесар Седме банијске ударне дивизије, а почетком 1945. године заменик команданта Четвртог корпуса НОВЈ. Посебно се истакао у борбама код Огулина, Генералског Стола и Илирске Бистрице.

### Послератни период
После ослобођења земље, Крунић је извршавао разне одговорне војно-политичке дужности у Југословенској народној армији (ЈНА). Пензионисан је у чину генерал-мајора ЈНА, 1963. године.
Трагично је завршио живот 5. јула 1973. године у Загребу. Сахрањен је у Гробници народних хероја на загребачком гробљу Мирогој.
Носилац је Партизанске споменице 1941. и више југословенских одликовања и признања, међу којима су — Орден ратне заставе, Орден братства и јединства са златним венцем, Орден за војне заслуге са великом звездом, Орден партизанске звезде са сребрним венцем, Орден заслуга за народ са сребрним зрацима и Орден за храброст. Орденом народног хероја одликован је 27. новембра 1953. године.